# Rosalba costaricensis
Rosalba costaricensis är en skalbaggsart som först beskrevs av Julius Melzer 1934.  Rosalba costaricensis ingår i släktet Rosalba och familjen långhorningar.
Artens utbredningsområde är Costa Rica. Inga underarter finns listade i Catalogue of Life.